# Compricer
Compricer AB är ett svenskt företag med en prisjämförelsetjänst för privatekonomi. Bolaget grundades år 2004 av Jakob Tolleryd och Marc Lickfett och ingår sedan 2013 i Vend Marketplaces. Företaget omsatte 142 miljoner kronor 2023 och hade 62 anställda.

## Verksamhet
Verksamheten drivs via en webbplats där privatpersoner kan jämföra privatekonomiska tjänster som bolån, försäkring, elektricitet och sparande.
Bolaget är registrerat som försäkringsdistributör och bostadskreditsförmedlare hos Bolagsverket samt står under Finansinspektionens tillsyn.
Huvudkontoret ligger på Västra Järnvägsgatan 21 i Stockholm.

## Utmärkelser
- År 2020 blev Compricer utnämnd till en av Sveriges 100 bästa sajter och nättjänster av IDG[6].
- År 2018 utnämndes Compricers sparekonom Christina Sahlberg till Årets Bankprofil av tidningen Privata Affärer[7].
- År 2014-2016 hamnade Compricer på tidningen InternetWorlds topplista över de 100 bästa webbplatserna i Sverige[8][9][10].